# Bill Haslam
William Edward Haslam, dit Bill Haslam, né le 23 août 1958 à Knoxville (Tennessee), est un homme politique et homme d'affaires américain, membre du Parti républicain et gouverneur du Tennessee de 2011 à 2019.
Bill Haslam décide, en 2019, de commuer la peine de Cyntoia Brown condamnée à vie pour meurtre. Forcée de se prostituer à l'âge de 16 ans, elle avait tué un client de 43 ans qui l'obligeait à avoir des relations sexuelles pour 150 dollars.

## Sources
- (en) Cet article est partiellement ou en totalité issu de l’article de Wikipédia en anglais intitulé « Bill Haslam » (voir la liste des auteurs).